# Elena Sedova
Elena Bochagoff (Viena, Austria, 25 de diciembre de 1946), más conocida como Elena Sedova, es una actriz argentina de cine, teatro y televisión. Fue pareja de Alberto Closas y Juan José Camero. Lo que siempre la caracterizó fue su belleza y atractiva personalidad. La bella Elena Sedova, probablemente el ícono del filme El inquisidor (película de 1975) (hasta el punto que aparece en los pósteres y promociones del filme). La presencia tan provocativa de esta actriz se evidencia en una curiosa anécdota: en su debut en la película La fidelidad (1970) segunda película del gran director argentino Juan José Jusid, los afiches fueron prohibidos por la Municipalidad de la Ciudad de Buenos Aires porque la actriz "podría estar desnuda", a pesar de que en la foto solo se veía su cara. Elena Sedova tuvo sus mayores picos de popularidad en las películas que protagonizó junto a Sandro, "Siempre te amaré" (1971) y "El deseo de vivir" (1973) y en comedias como Teatro de Humor (1981-1982) junto al recordado Darío Vittori.
Debutó en el cine en la década de 1970 cuando el cine se encontraba en su mejor momento, así como en la televisión, participando en diversas telenovelas. De 15 filmes, se destacó en "La fidelidad", "Todos los pecados del mundo", "Siempre te amaré", “
"El deseo de vivir", "El amor infiel", "Tiro al aire", "El inquisidor" y "El diablo metió la pata". En teatro actuó en "Cuerpo diplomático" junto a Adolfo Stray, "Rosas amarillas, rosas rojas" y "Este año más que nunca". En televisión de 16 telenovelas y programas unitarios, se destacó en "Malevo", "Papá Corazón", Alta comedia, "Los hijos de López", Teatro de Humor, "Verónica: el rostro del amor" y "Coraje mamá".

## Filmografía

### Cine
- La fidelidad (1970)
- Siempre te amaré (1971)
- Todos los pecados del mundo (1972)
- Mecánica nacional (1972)
- El deseo de vivir (1973)
- El amor infiel (1974)
- Seguro de castidad (1974)
- El inquisidor (1975)
- La fiesta de todos (1979)
- No apto para menores (1979)
- El rey de los exhortos (1979)
- Hotel de señoritas (1979)
- El diablo metió la pata (1980)
- Los hijos de López (1980)
- Tiro al aire (1980)
- Sledy Oborotsya (1987)

## Televisión
- Los Ezcurra (1970-1974) … Maria José Ezcurra Roca
- Malevo (1972)
- María y Eloísa (1972)
- La Novela Mensual (1972)[3]
- Papá Corazón (1973)
- Alta comedia (programa de televisión) (1973)[4]
- Alma rebelde (1975) ...Olga Fuentes Rivera
- Hermosos mentirosos (1976-1977)[5]
- Una promesa para todos (1978)
- Se necesita una ilusión (1979)
- Selenio.... O el poder que ama (1979)
- Los hijos de López (1979)
- Como en el teatro (1980)episodio "La novia de papa"[6]
- Mancinelli y familia (1980)
- Aquí llegan los Manfredi (1980-1982)[7]
- Teatro de Humor (1981-1982)[8][9]
- Verónica: el rostro del amor (1982)
- Coraje mamá (1985)